# أوسكار هاو
أوسكار هاو (بالإنجليزية: Oscar Howe)‏ هو رسام أمريكي، ولد في 1915 في داكوتا الجنوبية في الولايات المتحدة، وتوفي في 7 أكتوبر 1983.

## وصلات خارجية
- أوسكار هاو على موقع الموسوعة البريطانية (الإنجليزية)